# ألسويرث جونز
ألسويرث جونز (بالإنجليزية: Ellsworth J. Jones, Jr.)‏ هو سياسي أمريكي، ولد في 6 يناير 1918 بكورينث في الولايات المتحدة، وتوفي في 31 ديسمبر 2006 بساراتوغا سبرينغس في الولايات المتحدة. انتخب Mayor of Saratoga Springs, New York ‏.